# Interstellaires
Interstellaires (букв. Междузвездни) е десетият студиен албум на певицата Милен Фармер, който е издаден на 6 ноември 2015 година от музикалната компания Polydor Records.
След множество слухове за сътрудничество с групата Мюз, които в крайна сметка са опровергани от самата група, през август 2015 започва да се говори за възможен дует на Милен със Стинг.
На 18 август 2015 музикалната компания Polydor Records създава официален сайт – www.mylenefarmer-constellations2015.com, в който се появява снимка, на която се вижда Милен, прегърната от Стинг. Таймер с обратно броене отброява до 28 август в полунощ. На следващия ден музикалната компания потвърждава по радиото, че на тази дата ще излезе сингълът на двамата изпълнители. Много медии по погрешка съобщават, че името на сингъла е Constellations (Съзвездия).
На 24 август Polydor създава паралелно и втори сайт – www.mylenefarmer-nebuleuses2015.com, чието съдържание е същото като на първия. В двата сайта е добавен откъс от текста на предстоящия сингъл – Tous les mots de sa maîtresse. À l'oreille et sans détour. Comme une chanson d'amour.... След втория сайт следва трети – www.mylenefarmer-voielactee2015.com, а след него – www.mylenefarmer-stolencar.com. И четирите сайта изглеждат напълно идентично.
Точно в полунощ на 28 август 2015 четирите сайта разкриват откъс от минута и половина от песента. Няколко часа по-късно целият сингъл е качен в iTunes и Deezer.
Точно два месеца по-късно, на 28 октомври, излиза сингълът Insondables.

## Песни
На 25 септември 2015 в сайта www.mylenefarmer-interstellaires.com е публикуван списъкът с песни на предстоящия албум.
| Interstellaires, 2015 | Interstellaires, 2015 | Interstellaires, 2015 | 40:07 |
| #                     | Заглавие на песента   | Автор(и)              | Време |
| 1.                    | Interstellaires       |                       | 3:11  |
| 2.                    | Stolen Car            |                       | 3:22  |
| 3.                    | À rebours             |                       | 4:11  |
| 4.                    | C'est pas moi         |                       | 3:41  |
| 5.                    | Insondables           |                       | 2:37  |
| 6.                    | Love Song             |                       | 4:33  |
| 7.                    | Pas d'access          |                       | 3:17  |
| 8.                    | I Want You to Want Me |                       | 3:05  |
| 9.                    | Voie lactée           |                       | 3:17  |
| 10.                   | City of Love          |                       | 4:26  |
| 11.                   | Un jour ou l'autre    |                       | 4:27  |

|  | Тази страница частично или изцяло представлява превод на страницата Interstellaires в Уикипедия на френски. Оригиналният текст, както и този превод, са защитени от Лиценза „Криейтив Комънс – Признание – Споделяне на споделеното“, а за съдържание, създадено преди юни 2009 година – от Лиценза за свободна документация на ГНУ. Прегледайте историята на редакциите на оригиналната страница, както и на преводната страница, за да видите списъка на съавторите. ВАЖНО: Този шаблон се отнася единствено до авторските права върху съдържанието на статията. Добавянето му не отменя изискването да се посочват конкретни източници на твърденията, които да бъдат благонадеждни. |